# 欧比尼莱松贝农
欧比尼莱松贝农（法語：Aubigny-lès-Sombernon，法語發音：[obiɲi lɛ sɔ̃bɛʁnɔ̃]，意为“松贝农附近的欧比尼”）是法国科多尔省的一个市镇，位于该省中部偏西南，属于第戎区和乌什河与山岳市镇公共社区。

## 地理
欧比尼莱松贝农（47°18'16"N, 4°38'35"E）面积7.93 平方千米，位于法国勃艮第-弗朗什-孔泰大區科多尔省，该省份为法国中东部省份，北起奥布省，西接涅夫勒省和约讷省，南至索恩-卢瓦尔省，东南接汝拉省，东临上索恩省，东北部与上马恩省接壤。
与欧比尼莱松贝农接壤的市镇（或旧市镇、城区）包括：维耶伊穆兰、瑟马雷、蒙图瓦约、圣昂托、锡夫里昂蒙塔涅、埃沙奈、格罗布瓦昂蒙塔涅。

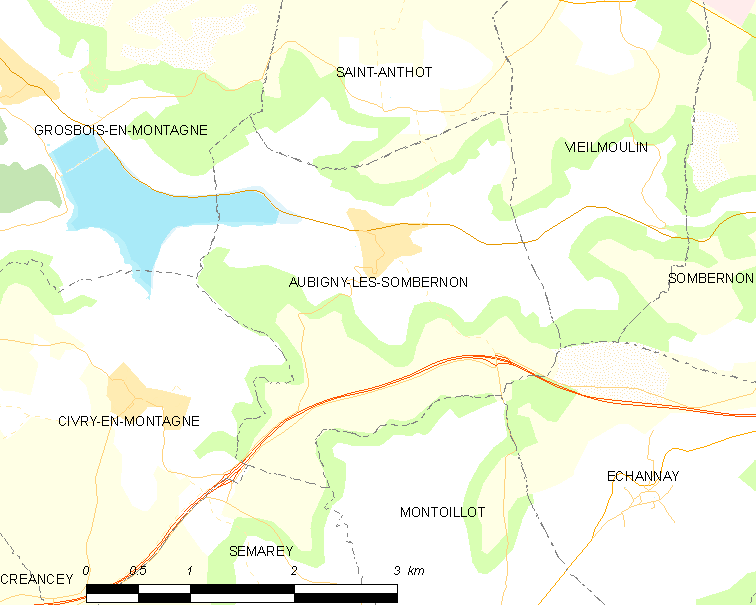
欧比尼莱松贝农的OSM定位图

欧比尼莱松贝农的时区为UTC+01:00、UTC+02:00（夏令时）。

## 行政
欧比尼莱松贝农的邮政编码为21540，INSEE市镇编码为21033。

## 政治
欧比尼莱松贝农所属的省级选区为塔朗县。

## 人口

1962-2008年间欧比尼莱松贝农人口变化图示

欧比尼莱松贝农于2022年1月1日时的人口数量为170人。